# Duke's Mayo Bowl
Pour les articles homonymes, voir Belk.
Le Duke's Mayo Bowl est un match annuel d'après-saison régulière de football américain de niveau universitaire.
Il se joue depuis 2002 à Charlotte (Caroline du Nord) au Bank of America Stadium.
À l'origine en 2002, la NCAA le dénomme le Queen City Bowl mais il est rebaptisé grâce aux sponsors, de 2002 à 2004 le Continental Tire Bowl, de 2005 à 2010 le Meineke Car Care Bowl, de 2011 à 2019 le Belk Bowl et depuis 2020 le Duke's Mayo Bowl.
En 2018, le pay-out pour ce match est de 4 506 000 US$ par équipe.

## Historique
Un nouveau bowl basé à Charlotte (Caroline du Nord) dans le Bank of America Stadium est créé en 2002.
Son propriétaire est la société Raycom Sports.
Le Bowl est sponsorisé de 2002 à 2004 par Continental Tire (d’où son nom the Continental Tire Bowl)
De 2005 à 2010, c'est la société Meineke qui prend le relais rebaptisant l'événement le Meineke Car Care Bowl.
En décembre 2010, la chaîne de magasins Belk basée à Charlotte acquiert initialement les droits pour une période de 3 ans (2011-2013) et en profite pour re-modifier le nom du bowl.
Meineke continue à sponsoriser un autre Bowl, le Texas Bowl.
Le 18 juillet 2013, la société Belk annonce l’extension de son sponsoring pour 6 nouvelles années en partenariat avec l’Atlantic Coast Conference (ACC) (2014-2019).
Le 20 novembre 2019, Belk informe les propriétaires du bowl que le contrat de sonsoring ne sera pas renouvelé après la saison 2019. En juin 2020, la société Duke's Mayonnaise (en) filiale de la C.F. Sauer Company (en), annonce qu'elle devient le nouveau partenaire du bowl, celui-ci étant rebaptisé Duke's Mayo Bowl.
De 2006-09, c'est l’équipe classée #6 de la conférence ACC qui est invitée d'office au Bowl vu son partenariat (actuellement c’est plutôt l'équipe classée #5 qui entre en ligne de compte).
Elle est opposée en 2006 à la US Naval Academy (contrat d’1 an).
De 2007 à 2012, c'est une équipe de la Big East Conference et en 2013 une équipe de l'American Athletic Conference (The American ou AAC).
Entre 2014 et 2019, c'est une équipe de la Southeastern Conference qui joue contre l'inamovible (+-) #5 de l'AAC.
Depuis la saison 2020 et jusqu'en 2025, l'adversaire de l'équipe issue de l'ACC sera alternativement sélectionné dans les conférences Big Ten (les années impaires) et SEC (les années paires). La conférence qui n'envoie pas d'équipe à ce bowl, l'enverra au Las Vegas Bowl.

### Anciens logos du bowl

Meineke Car Care Bowl (2005-10)
Belk Bowl (2014-19)

## Palmarès
| Dates            | Vainqueurs                                    | Scores  | Finalistes                                    | Spectateurs | Conférences    | Notes |
| ---------------- | --------------------------------------------- | ------- | --------------------------------------------- | ----------- | -------------- | ----- |
| 28 décembre 2002 | Cavaliers de la Virginie (9-5)                | 48 - 22 | Mountaineers de la Virginie-Occidentale (9-4) | 73 535      | ACC - Big East |       |
| 27 décembre 2003 | Cavaliers de la Virginie (8-5)                | 23 - 16 | Panthers de Pittsburgh (8-5)                  | 51 236      | ACC - Big East |       |
| 30 décembre 2004 | Eagles de Boston College (9-3)                | 37 - 24 | Tar Heels de la Caroline du Nord (6-6)        | 73 238      | Big East - ACC |       |
| 31 décembre 2005 | Wolfpack de North Carolina State (7-5)        | 14 - 0  | Bulls de South Florida (6-6)                  | 57 937      | ACC - Big East |       |
| 30 décembre 2006 | Eagles de Boston College (10-3)               | 25 - 04 | Midshipmen de la Navy (9-4)                   | 52 303      | ACC - Ind.     |       |
| 29 décembre 2007 | Demon Deacons de Wake Forest (9-4)            | 24 - 10 | Huskies du Connecticut (9-4)                  | 53 126      | ACC - Big East |       |
| 27 décembre 2008 | Mountaineers de la Virginie-Occidentale (9-4) | 31 - 30 | Tar Heels de la Caroline du Nord (8-5)        | 73 712      | Big East - ACC |       |
| 26 décembre 2009 | Panthers de Pittsburgh (10-3)                 | 19 - 17 | Tar Heels de la Caroline du Nord (8-5)        | 50 389      | Big East - ACC |       |
| 31 décembre 2010 | Bulls de South Florida (8-5)                  | 31 - 26 | Tigers de Clemson (6-7)                       | 41 122      | Big East - ACC |       |
| 27 décembre 2011 | Wolfpack de North Carolina State (8-5)        | 31 - 24 | Cardinals de Louisville (7-6)                 | 58 427      | ACC - Big East |       |
| 27 décembre 2012 | Bearcats de Cincinnati (10-3)                 | 48 - 34 | Blue Devils de Duke (6-7)                     | 48 128      | Big East - ACC |       |
| 28 décembre 2013 | Tar Heels de la Caroline du Nord (7-6)        | 39 - 17 | Bearcats de Cincinnati (9-4)                  | 45 211      | ACC - Big East |       |
| 30 décembre 2014 | Bulldogs de la Géorgie (10-3)                 | 37 - 14 | Cardinals de Louisville (9-4)                 | 45 671      | SEC - ACC      | Note  |
| 30 décembre 2015 | Bulldogs de Mississippi State (9-4)           | 51 - 28 | Wolfpack de North Carolina State (7-6)        | 46 423      | ACC - SEC      | Note  |
| 29 décembre 2016 | Hokies de Virginia Tech (9–4)                 | 35 - 24 | Razorbacks de l'Arkansas (7–5)                | 46 902      | SEC - ACC      | Note  |
| 29 décembre 2017 | Demon Deacons de Wake Forest (7-5)            | 55 - 52 | Aggies de Texas A&M (7-5)                     | 32 784      | ACC - SEC      | Note  |
| 29 décembre 2018 | Cavaliers de la Virginie (7-5)                | 28 - 0  | Gamecocks de la Caroline du Sud (7-5)         | 48 263      | SEC - ACC      | Note  |
| 31 décembre 2019 | Wildcats du Kentucky (7-5)                    | 37 - 30 | Hokies de Virginia Tech (8-4)                 | 44 138      | SEC - ACC      | Note  |
| 30 décembre 2020 | Badgers du Wisconsin (3-3)                    | 42 - 28 | Demon Deacons de Wake Forest (4-4)            | 1 500       | B10 - ACC      | Note  |
| 30 décembre 2021 | Gamecocks de la Caroline du Sud (6-6)         | 38 - 21 | Tar Heels de la Caroline du Nord (6-6)        | 45 520      | SEC - ACC      | Note  |
| 30 décembre 2022 | Terrapins du Maryland (7-5)                   | 16 - 12 | Wolfpack de North Carolina State (8-4)        | 37 228      | SEC - ACC      | Note  |

## Meilleurs joueurs du Belk Bowl
Mis à jour le 31 décembre 2022
| Dates            | Joueurs           | Équipes           | Postes |
| ---------------- | ----------------- | ----------------- | ------ |
| 28 décembre 2002 | Wali Lundy        | Virginia          | TB     |
| 27 décembre 2003 | Matt Schaub       | Virginia          | QB     |
| 30 décembre 2004 | Paul Peterson     | Boston College    | QB     |
| 31 décembre 2005 | Stephen Tulloch   | NC State          | LB     |
| 30 décembre 2006 | JoLonn Dunbar     | Boston College    | LB     |
| 29 décembre 2007 | Kenneth Moore     | Wake Forest       | WR     |
| 27 décembre 2008 | Pat White         | West Virginia     | QB     |
| 26 décembre 2009 | Dion Lewis        | Pittsburgh        | RB     |
| 31 décembre 2010 | B. J. Daniels     | South Florida     | QB     |
| 27 décembre 2011 | Mike Glennon      | NC State          | QB     |
| 27 décembre 2012 | Brendon Kay       | Cincinnati        | QB     |
| 28 décembre 2013 | Ryan Switzer      | North Carolina    | WR     |
| 30 décembre 2014 | Nick Chubb        | Georgia           | RB     |
| 30 décembre 2015 | Dak Prescott      | Mississippi State | QB     |
| 29 décembre 2016 | Cam Phillips      | Virginia Tech     | WR     |
| 29 décembre 2017 | John Wolford      | Wake Forest       | QB     |
| 29 décembre 2018 | Olamide Zaccheaus | Virginia          | WR     |
| 31 décembre 2019 | Lynn Bowden Jr.   | Kentucky          | QB     |
| 30 décembre 2020 | Jack Sanborn      | Wisconsin         | LB     |
| 30 décembre 2021 | Dakereon Joyner   | South Carolina    | WR     |
| 30 décembre 2022 | Jakorian Bennett  | Maryland          | DB     |

## Statistiques par équipes
Mis à jour le 30 décembre 2022
| Rang | Équipes                                 | Matchs joués | G-P |
| ---- | --------------------------------------- | ------------ | --- |
| 1    | Tar Heels de la Caroline du Nord        | 4            | 1-3 |
| 2    | Wolfpack de North Carolina State        | 4            | 2-2 |
| 3    | Cavaliers de la Virginie                | 3            | 3-0 |
| 4    | Demon Deacons de Wake Forest            | 3            | 2-1 |
| 5    | Eagles de Boston College                | 2            | 2-0 |
| 6    | Panthers de Pittsburgh                  | 2            | 1-1 |
| 6    | Mountaineers de la Virginie-Occidentale | 2            | 1-1 |
| 6    | Bulls de South Florida                  | 2            | 1-1 |
| 6    | Bearcats de Cincinnati                  | 2            | 1-1 |
| 6    | Hokies de Virginia Tech                 | 2            | 1-1 |
| 11   | Cardinals de Louisville                 | 2            | 0-2 |
| 12   | Bulldogs de la Géorgie                  | 1            | 1-0 |
| 12   | Terrapins du Maryland                   | 1            | 1-0 |
| 12   | Bulldogs de Mississippi State           | 1            | 1-0 |
| 12   | Wildcats du Kentucky                    | 1            | 1-0 |
| 12   | Badgers du Wisconsin                    | 1            | 1-0 |
| 16   | Razorbacks de l'Arkansas                | 1            | 0-1 |
| 16   | Tigers de Clemson                       | 1            | 0-1 |
| 16   | Huskies du Connecticut                  | 1            | 0-1 |
| 16   | Blue Devils de Duke                     | 1            | 0-1 |
| 16   | Aggies de Texas A&M                     | 1            | 0-1 |
| 16   | Midshipmen de la Navy                   | 1            | 0-1 |
| 16   | Gamecocks de la Caroline du Sud         | 1            | 0-1 |

## Statistiques par conférences
Mis à jour le 30 décembre 2022
| Conférence   | Gagnés | Perdus | %    |
| ------------ | ------ | ------ | ---- |
| ACC          | 11     | 10     | 52,4 |
| AAC          | 5      | 6      | 45,5 |
| B10          | 2      | 0      | 100  |
| SEC          | 3      | 4      | 42,9 |
| Independents | 0      | 1      | 00,0 |

1. ↑  La Big East Conference fut réorganisée en 2010 pour porter le nom de la AAC (American Athletic Conference)